# Colonnade

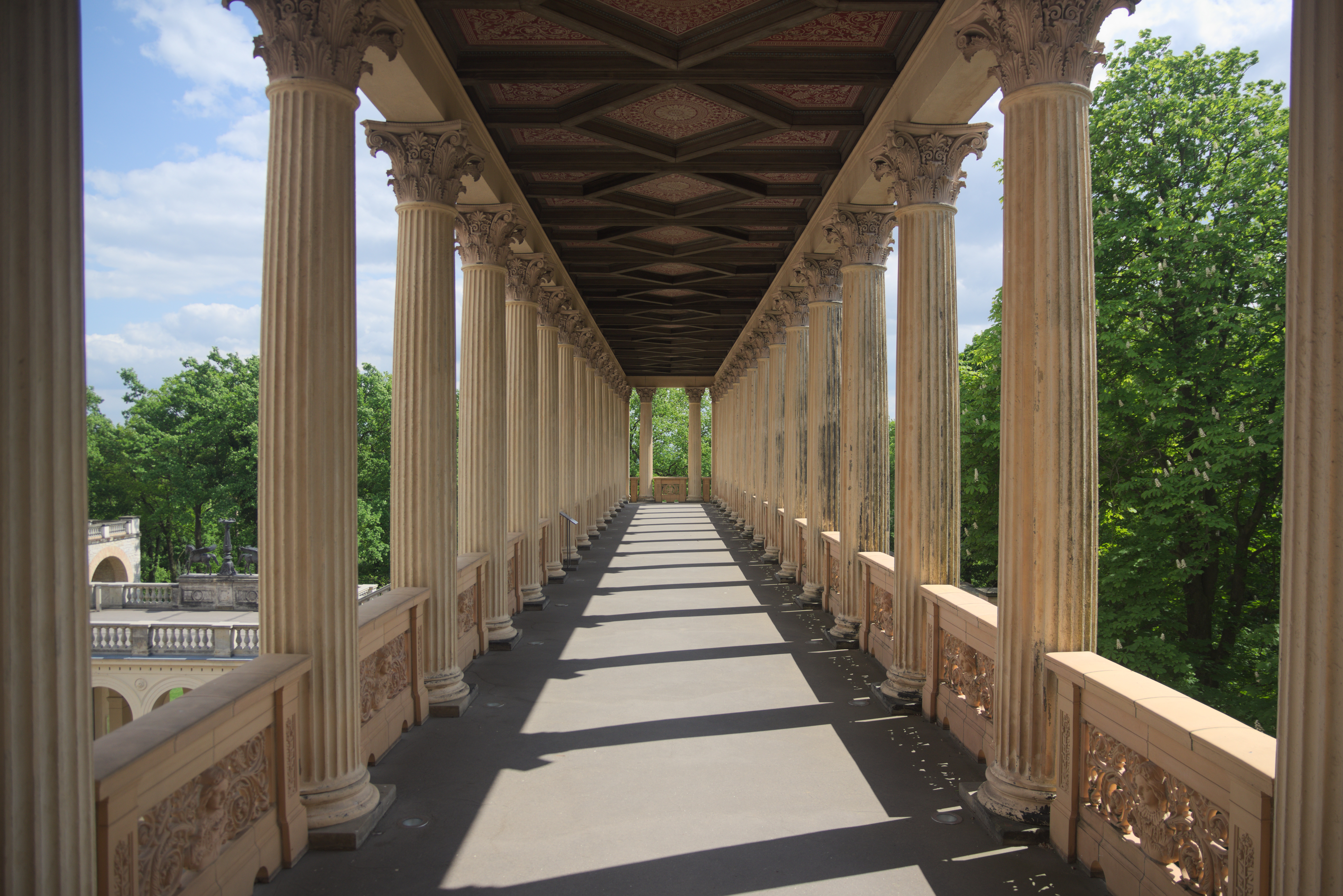
Colonnade au belvédère du palais de Pfingstberg, Potsdam, en Allemagne.

En architecture classique, une colonnade désigne une succession de colonnes, jointes par leur entablement, décorant un édifice, ou formant un ensemble architectural à part entière,.

## Colonnades connues

### Antiquité

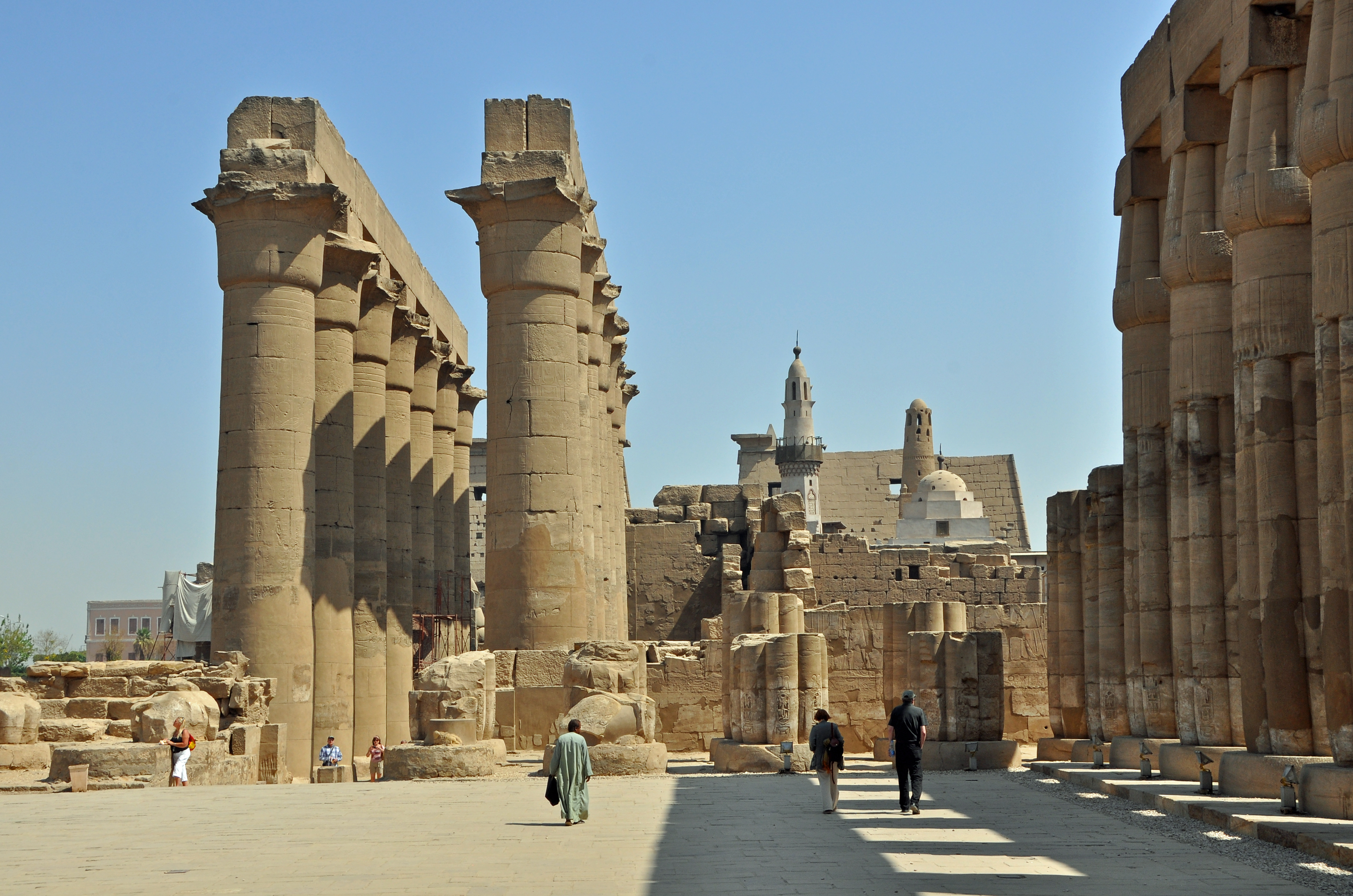
Colonnade d'Amenhotep III au temple d'Amon.
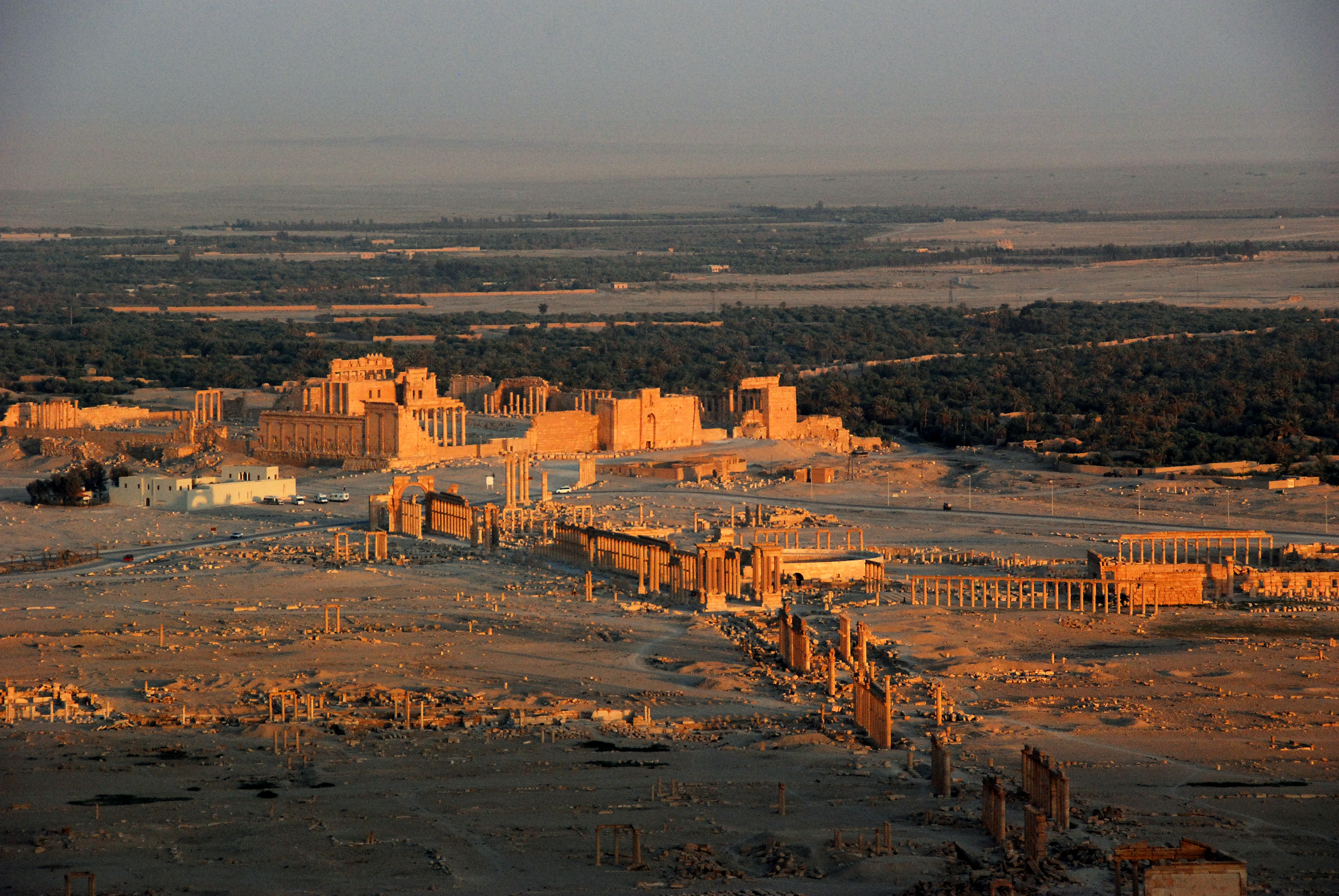
La Grande colonnade de Palmyre (Syrie).
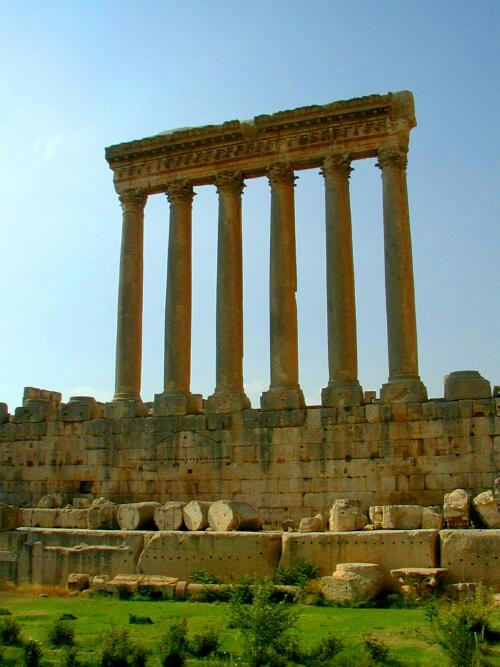
Baalbek (Liban).
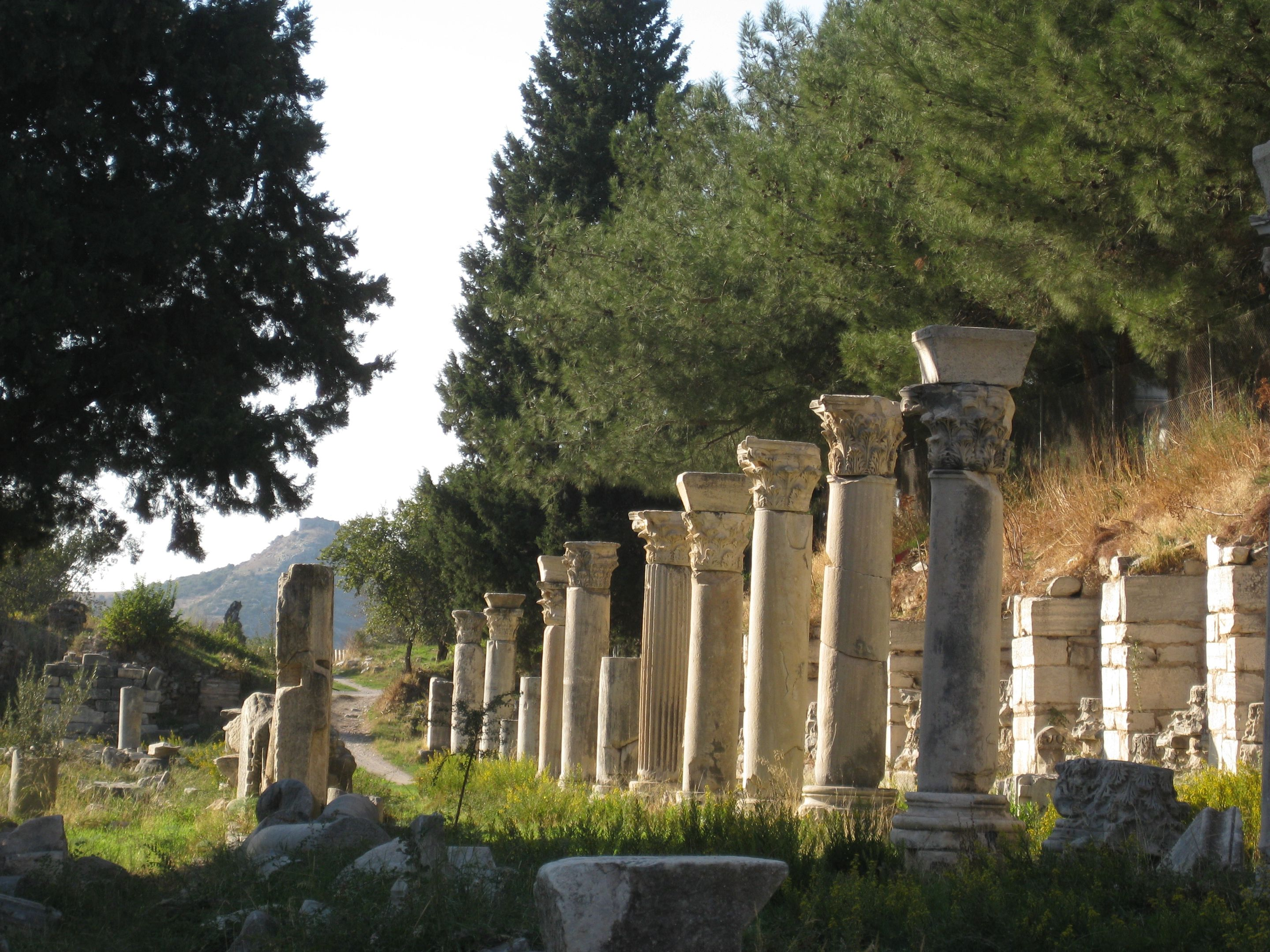
Site archéologique d'Éphèse.

### Renaissance et période baroque

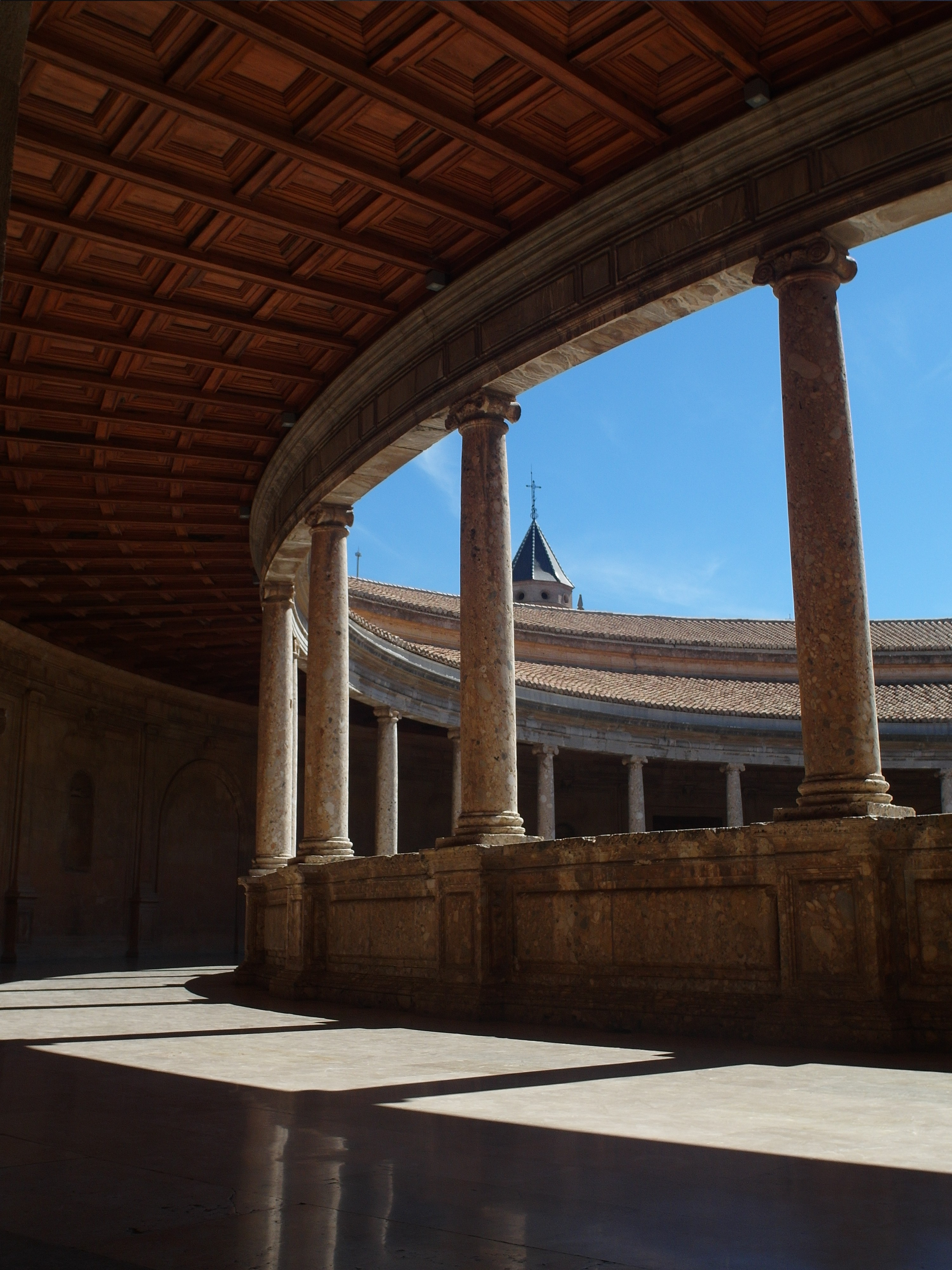
Palais de Charles Quint, Grenade (1527).
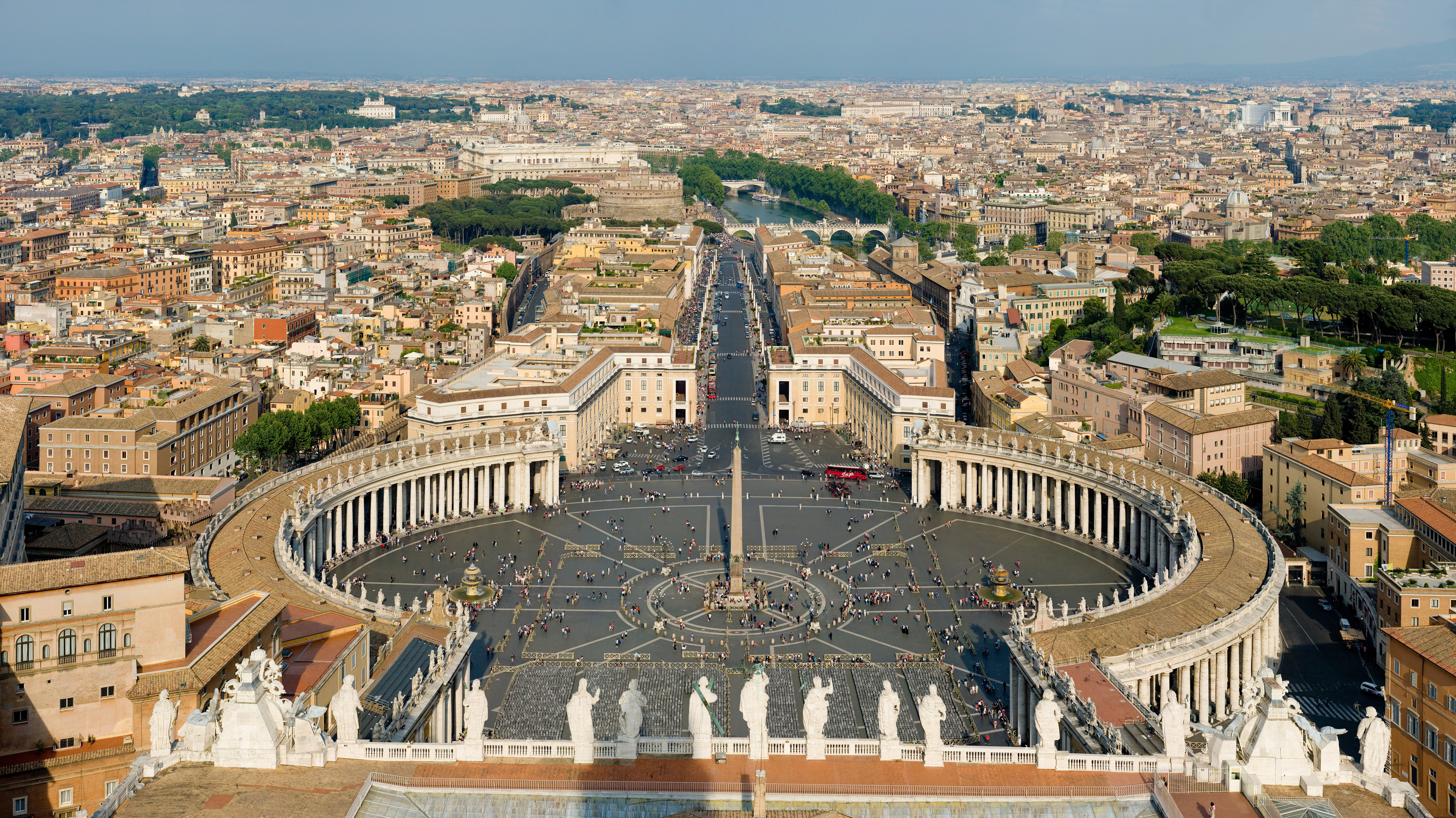
Colonnade du Bernin, place Saint-Pierre, Cité du Vatican (années 1660).
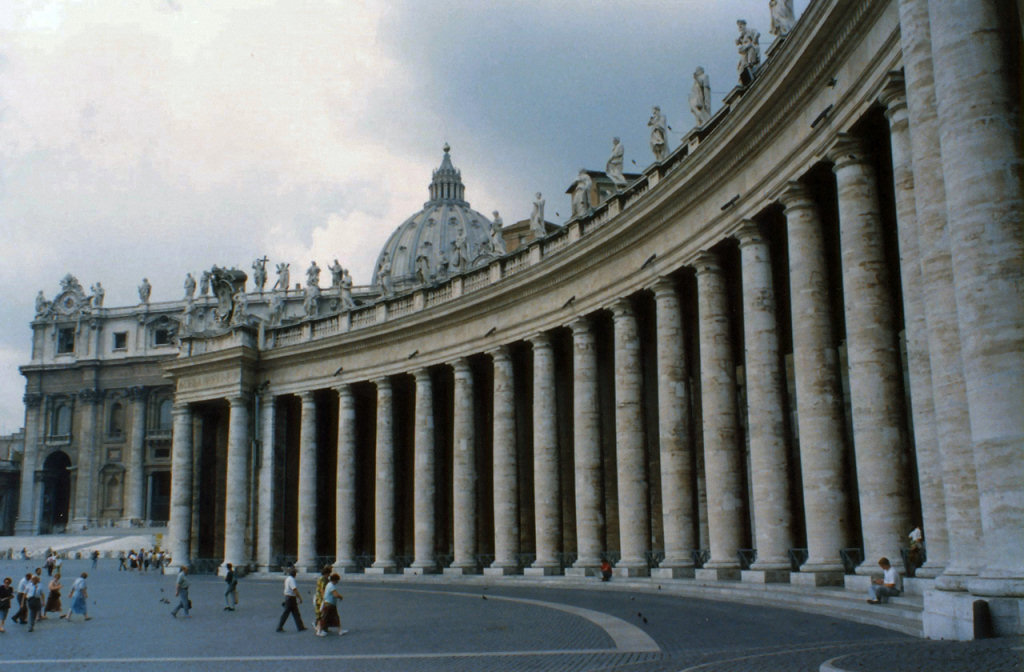
Détail de la colonnade de la place Saint-Pierre, Cité du Vatican.
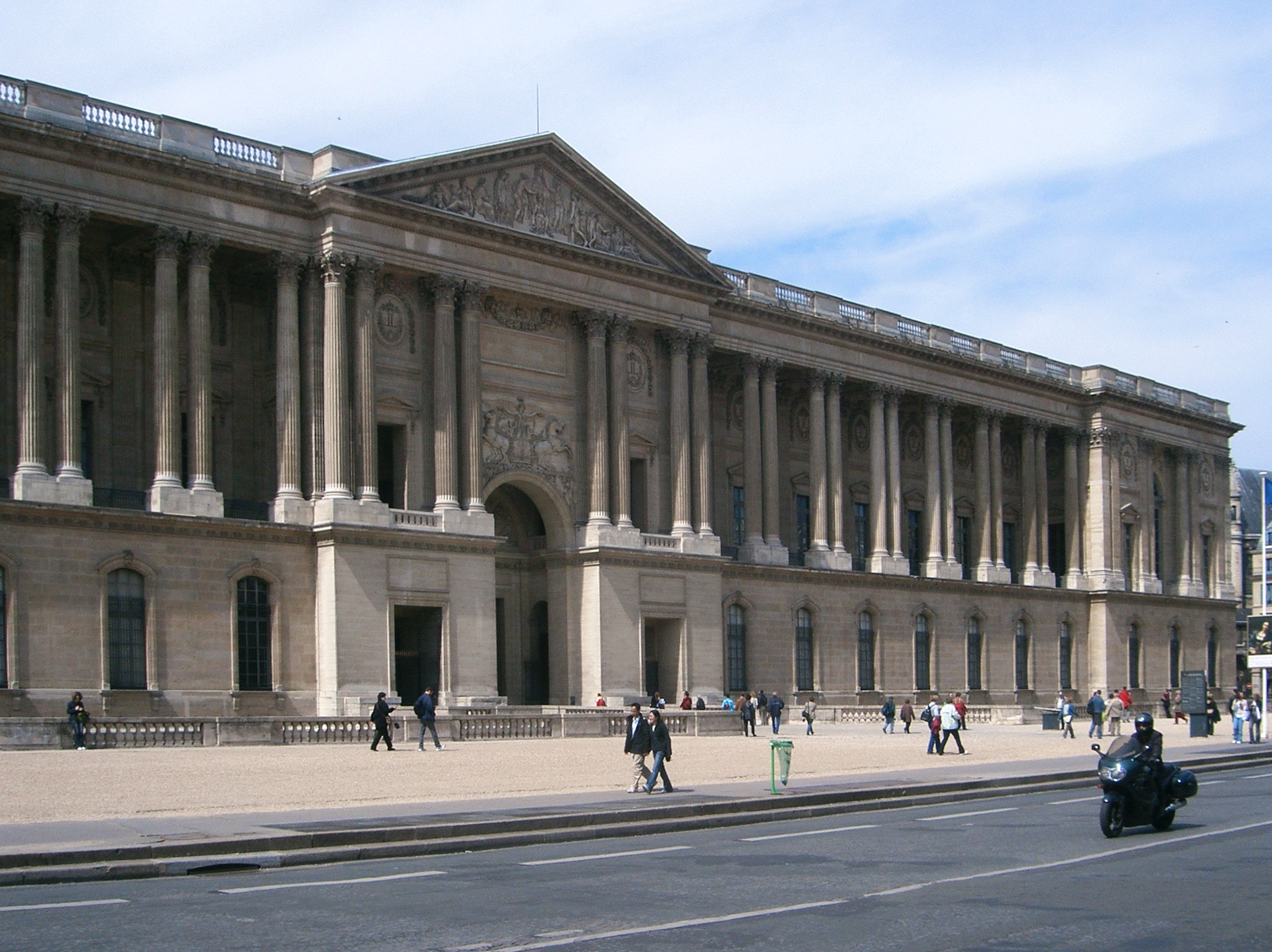
Colonnade du Louvre, Paris (1670).
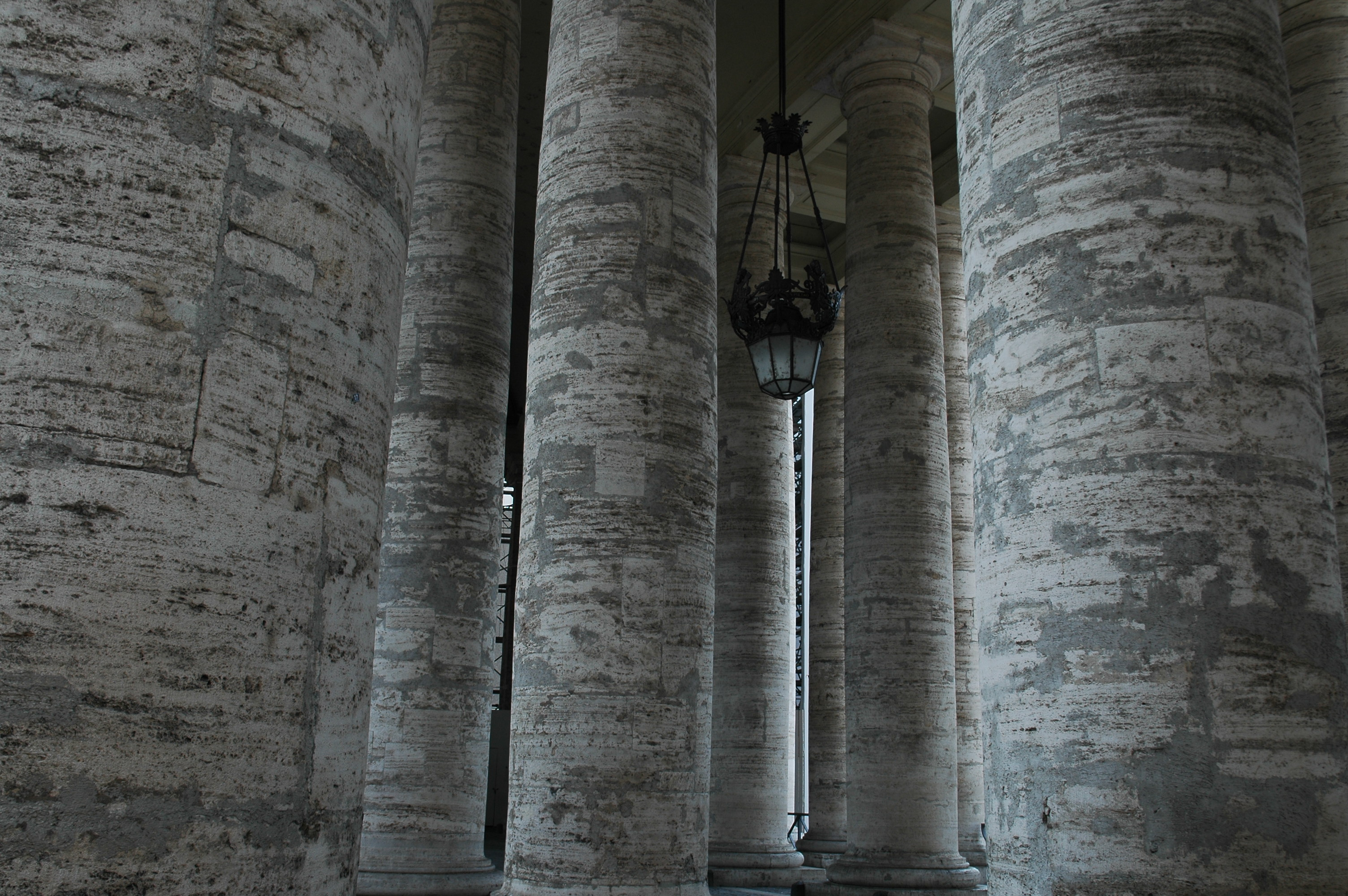
Les colonnes massives de la colonnade de la place Saint-Pierre.
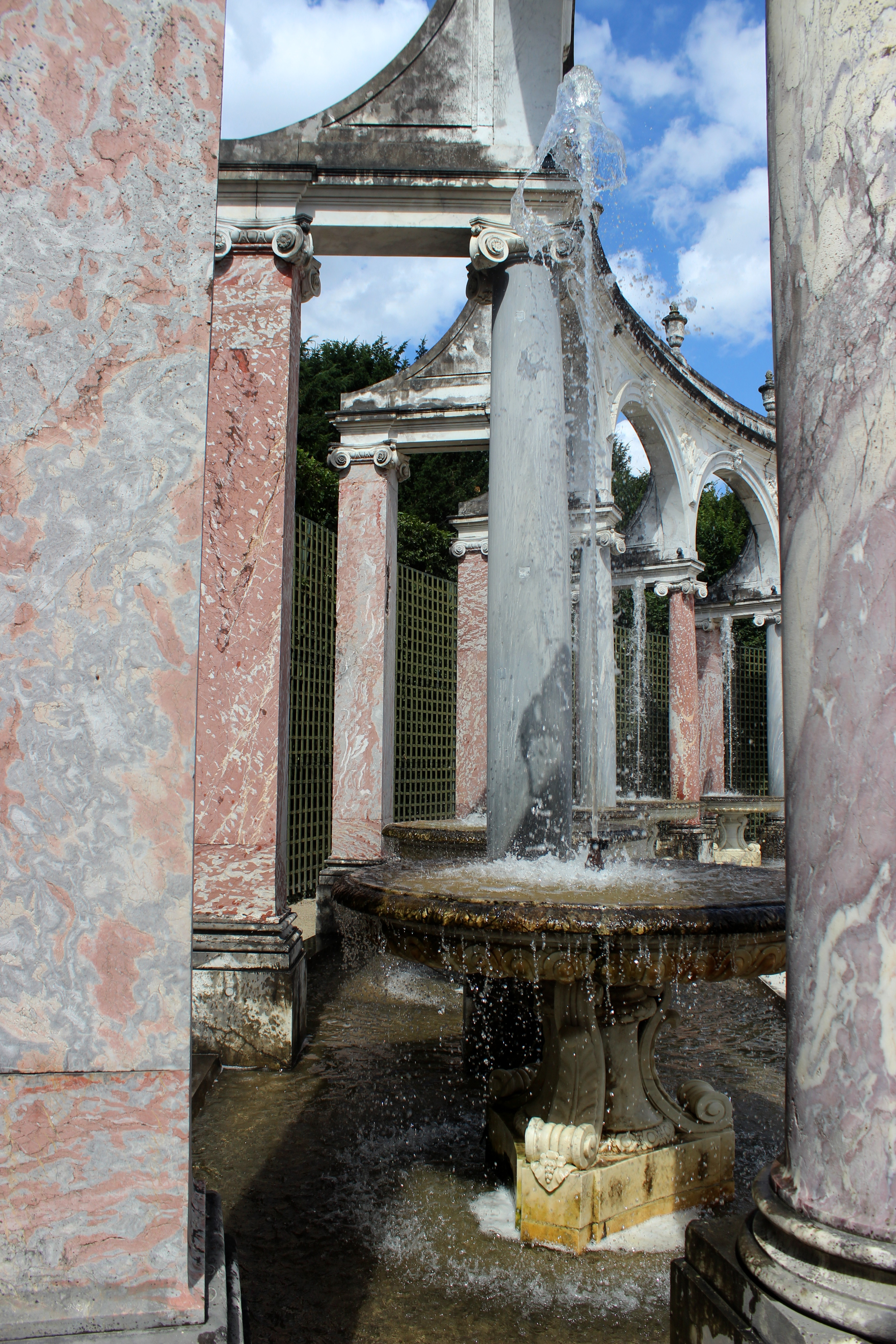
Péristyle du Bosquet de la Colonnade à Versailles dans un style à l'Antique.
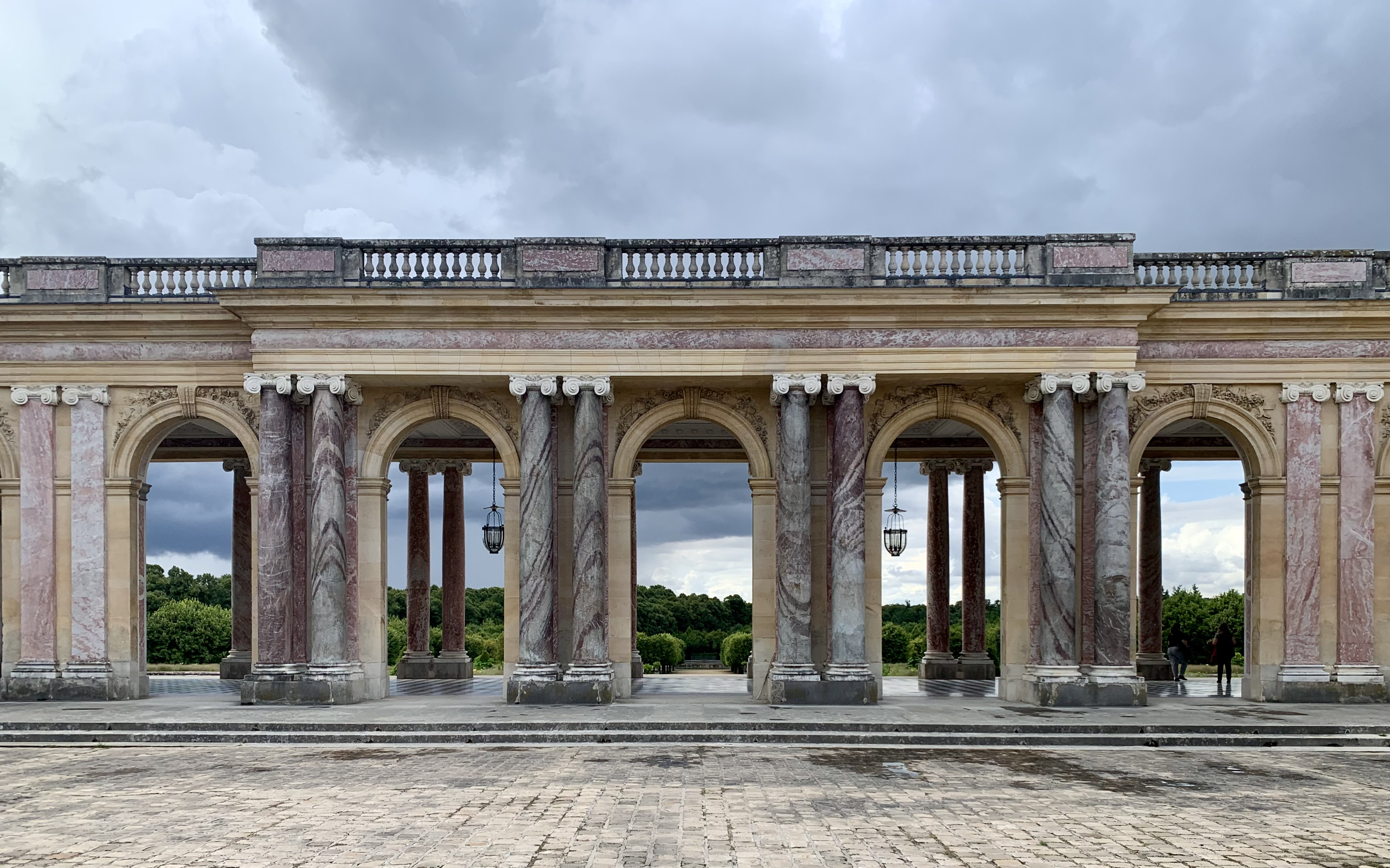
Péristyle du Grand Trianon à Versailles, dans un style Classique Français.

### Néoclassicisme

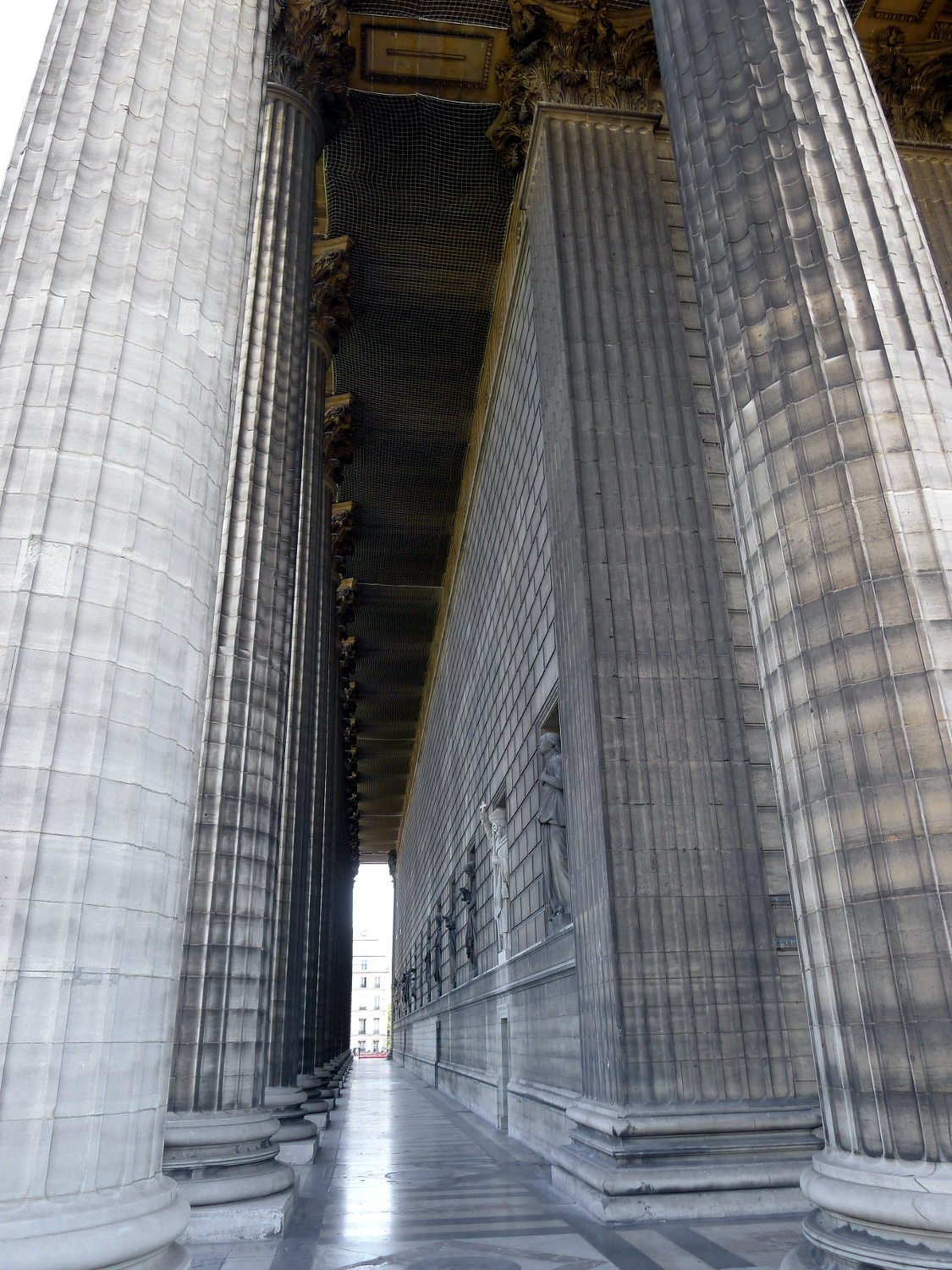
Église de la Madeleine.
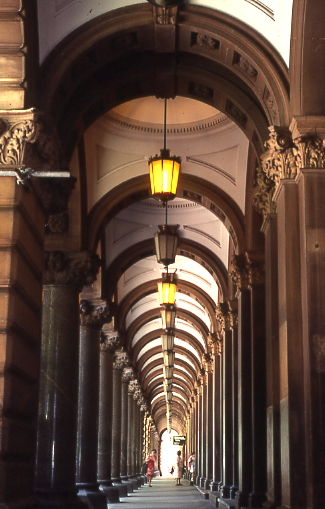
Colonnade du General Post Office de Sydney (années 1890).
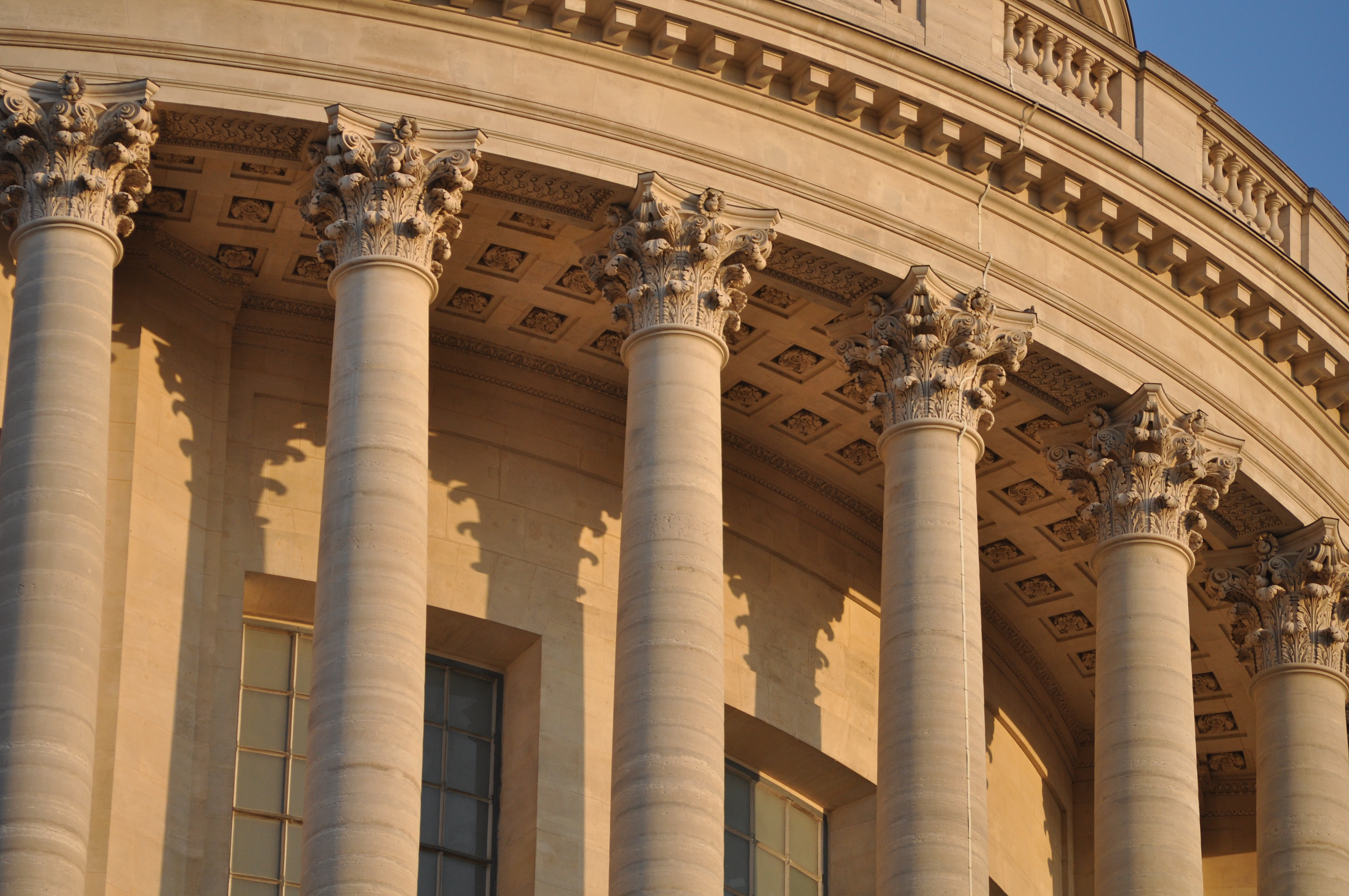
Rotonde en colonnade du Panthéon de Paris

### Ère moderne

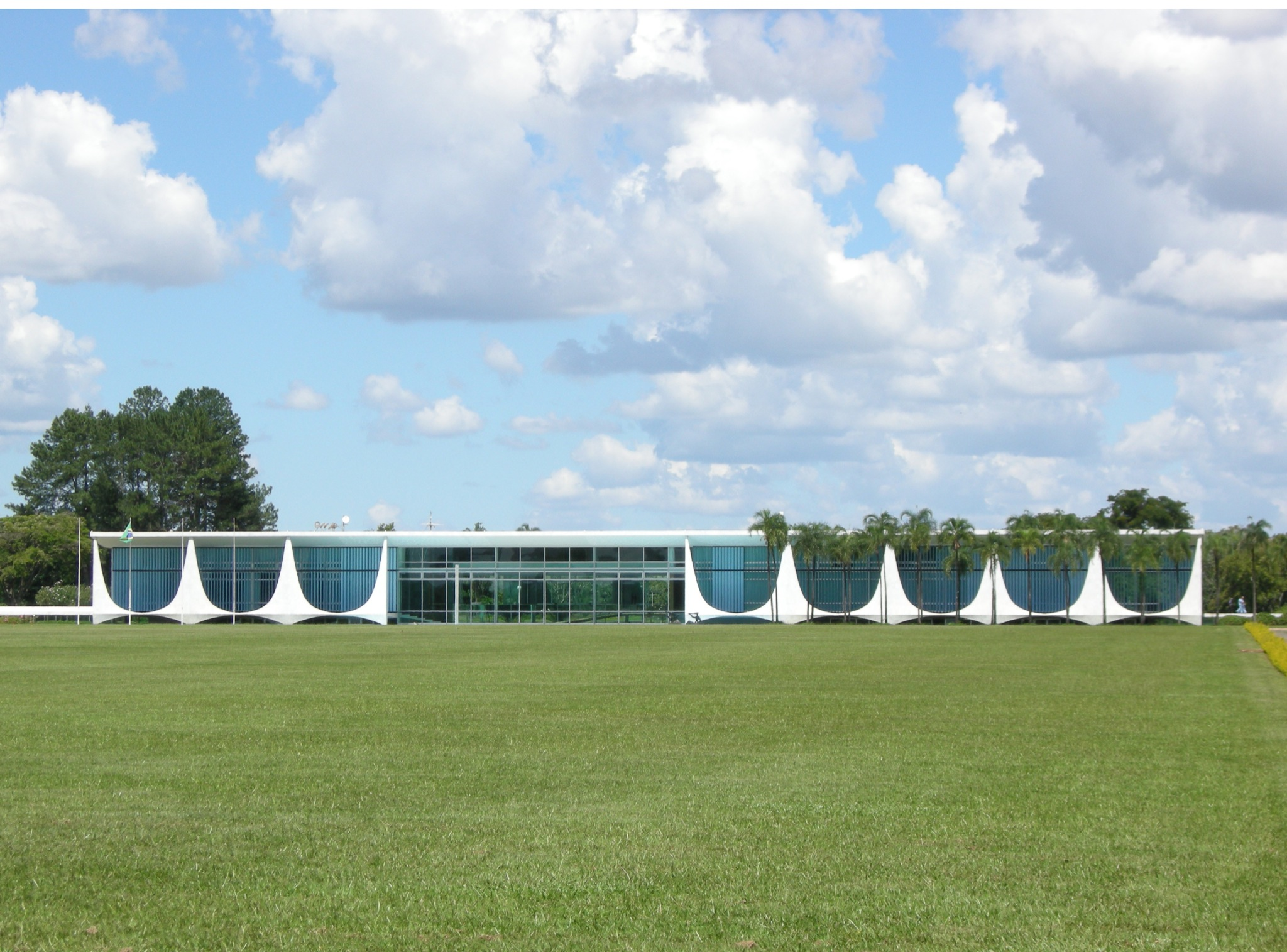
Palais de l'Aurore, par Oscar Niemeyer, à Brasilia, Brésil (1958).